# Lepilemur hollandorum
Lepilemur hollandorum (Лепілемур Холандів) — вид приматів родини лепілемурових (Lepilemuridae). Назва виду вшановує філантропів Діка та Мері Холандів.

## Зовнішній вигляд
Вага приблизно 0,99 кг. Хутро голови, плечей і передня частина спини червонувато-коричневого кольору, задня частина спини світло-сіро-коричнева. Живіт і обличчя світло-сірі, довгий хвіст темно-коричневий і стає чорним до кінця. Голова округла, очі великі, вуха стирчать з шерсті. Як і у всіх лепілемурів задні ноги значно довші, ніж передні ноги.

## Поширення
Цей вид знаходиться на північному сході Мадагаскару. Цей вид живе в рівнинних тропічних лісах.

## Поведінка
Їхній спосіб життя ще не був вивчений, але як і всі лепілемури вони, ймовірно, нічні, їдять овочі.

## Загрози
Цей вид знаходиться під загрозою втрати і деградації середовища проживання від зсуву сільського господарства, а також неприйнятних рівнів полювання. Єдина охоронна територія, в якій цей вид як відомо, живе це Національний парк Мананара-Норд.